# Owen Coffin
Pour les articles homonymes, voir Coffin.
Owen Coffin, né le 24 août 1802 et mort le 2 février 1821, est un jeune marin américain qui, après le naufrage de leur bateau, a accepté de se sacrifier pour être mangé par les autres rescapés, leur permettant ainsi de ne pas mourir de faim.

## Biographie
Owen Coffin est le fils d'Ezekiah Coffin et Nancy Bunker.
En août 1819, encore adolescent, il embarque sur le baleinier américain l'Essex, en partance pour une expédition de chasse au cachalot dans l'océan Pacifique. Le navire est commandé par son cousin, George Pollard Jr. En novembre de l'année suivante, une baleine percute et perfore la coque de l'Essex au milieu du Pacifique, provoquant son naufrage.
L’équipage réussit à embarquer sur les petites baleinières, suffisamment approvisionnées pour survivre deux mois. Il n'est cependant pas secouru dans ces délais et, en janvier 1821, les survivants affamés commencent à manger les corps des personnes décédées. Lorsque même cette ressource vient à manquer, les quatre hommes restants dans l'embarcation de Pollard acceptent de tirer à la courte paille pour décider lequel d'entre eux devrait être abattu, pour permettre aux autres de ne pas mourir de faim. Coffin perd la loterie. Son cousin, le capitaine Pollard, se porte volontaire pour prendre la place de Coffin, mais ce dernier refuse, affirmant que c'est son « droit » de mourir pour que les autres survivent ; il est donc abattu et mangé.

## Dans la culture populaire

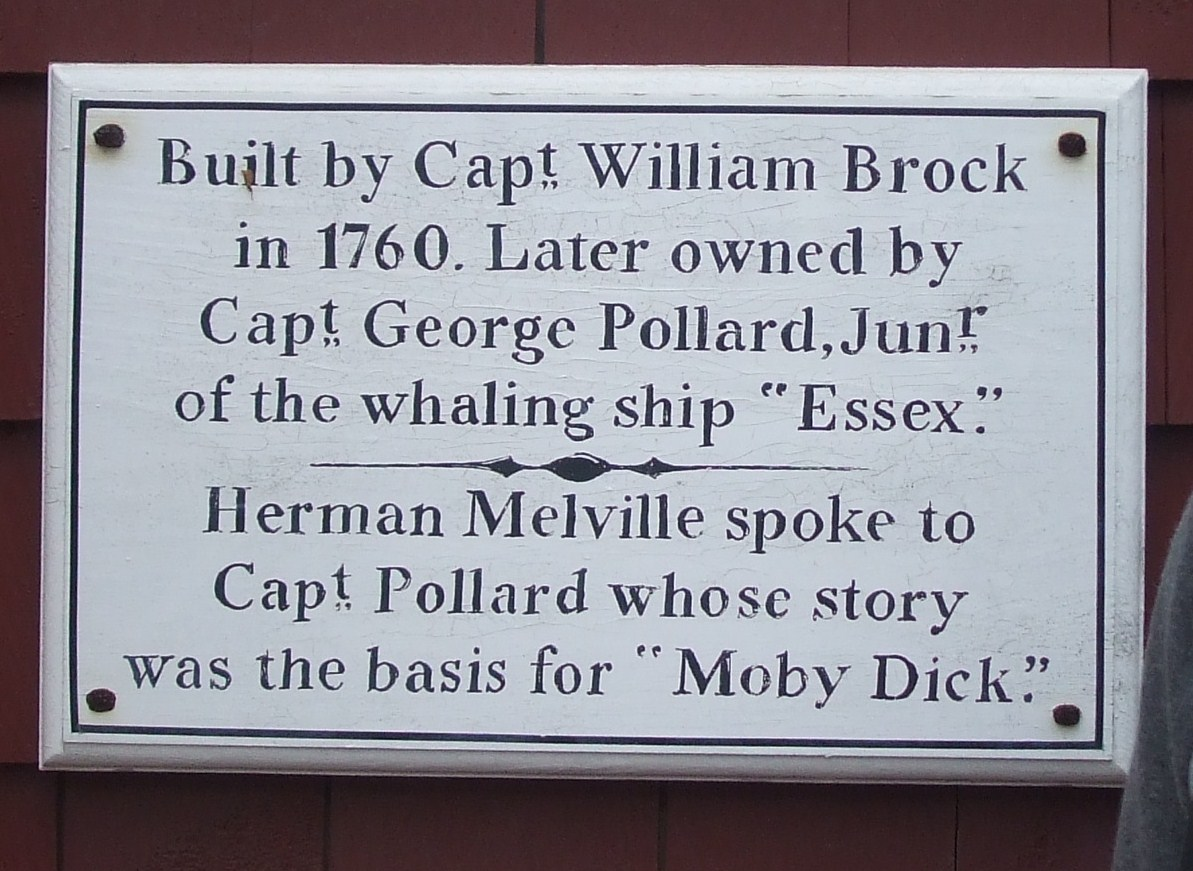
Plaque commémorative sur la maison de George Pollard à Nantucket.

En littérature, le romancier américain Herman Melville s'est fortement inspiré de l'histoire du naufrage de l'Essex pour l'écriture de son roman Moby Dick, paru en 1851.
Cette histoire a également pu inspirer la comptine Il était un petit navire.
En musique, le groupe de doom metal allemand Ahab a consacré un album concept, The Divinity of Oceans, à l'Essex ; une chanson, Gnawing Bones (Lot of Coffin), fait explicitement référence au destin de Coffin. Le groupe américain Mountain, de Felix Pappalardi et de Leslie West, donne une ode à Owen Coffin dans Nantucket Sleirighde.
Au cinéma, le film Au cœur de l'océan, réalisé par Ron Howard en 2015, raconte l'histoire de l'Essex et met en scène Owen Coffin, joué par l'acteur britannique Frank Dillane (le personnage a cependant été renommé Henry Coffin, sans doute pour éviter toute confusion avec Owen Chase, premier maître de l'Essex). Owen Coffin apparaît aussi dans un film de la BBC intitulé The Whale (en).